# IOS 버전 역사
iOS (2010년 6월 이전까진 iPhone OS)는 2007년 아이폰 (1세대)의 출시로부터 시작되었다. iOS는 애플의 아이폰, 아이팟 터치, 아이패드 등의 전자기기에 사용되는 운영 체제이며, 애플 TV도 iOS를 사용하나, UI가 다르다. 2008년 3월 6일 아이폰 SDK의 첫 베타 버전이 배포되기 전까지, iOS는 공식 이름을 갖고 있지 않았다. 그 전까지는 애플 마케팅 측에서는 단순히 "아이폰은 OS X(애플의 데스크톱 운영 체제, 맥 OS X)을  사용합니다"라고만 말하고는 하였다. SDK 발표 이후에는 iPhone OS로 명명되었고, 2010년 6월, iOS 4 발표와 함께 iOS로 다시 명명되었다. 2019년 iOS 13을 발표할 땐 아이패드는 iPadOS로 파생됐다.

### 아이폰
| 제품 | iOS 최신 버전 |
| --- | ------------- |
| 아이폰 (1세대) 아이팟 터치 (1세대) | 3.1.3         |
| 아이폰 3G 아이팟 터치 (2세대) | 4.2.1         |
| 아이패드 (1세대) 아이팟 터치 (3세대) | 5.1.1         |
| 아이폰3GS 아이팟 터치 (4세대) | 6.1.6         |
| 아이폰 4 (GSM, CDMA) | 7.1.2         |
| 아이폰 4s 아이패드 (2세대, 3세대) 아이패드 미니 아이팟 터치 (5세대) | 9.3.6         |
| 아이폰 5 아이폰 5c | 10.3.4        |
| 아이폰 5s 아이폰6, 아이패드 에어 | 12.5.3        |
| 아이폰 14 아이폰 14 플러스 아이폰 14 프로 아이폰 14 프로 맥스 아이폰 13 아이폰 13 미니 아이폰 13 프로 아이폰 13 프로 맥스 아이폰 12 아이폰 12 미니 아이폰 12 프로 아이폰 12 프로 맥스 아이폰 X 아이폰 XS 아이폰 XR 아이폰 6S 아이폰 6S 플러스 아이폰 SE 아이폰 7 아이폰 7 플러스 아이팟 터치 (6세대) 아이폰 11 아이폰 11 프로 아이폰 11 프로 맥스 | 16.0 (iOS 16) |

### 애플 TV
| 제품                | iOS 최신 버전 | 애플 TV S/W 버전 |
| ------------------- | ------------- | ---------------- |
| 애플 TV (2세대)     | iOS 7.1.2     | 6.2.1            |
| 애플 TV (3세대)     | iOS 8.4.2     | 7.3              |
| 애플 TV (4세대)     | tvOS 12.2.1   | -                |
| 애플 TV 4K          | tvOS 12.2.1   | -                |
| 개발자용 베타 버전  |               |                  |
| 애플 TV (4세대), 4K | 12.4 Beta 3   | -                |
| 애플 TV (4세대), 4K | 13.0 Beta 4   | -                |

## 버전 역사

### 버전 목록

#### 아이폰, 아이패드, 아이팟 터치

##### iPhoneOS 1~iOS 9
| 버전               | 버전      | 호환 기종 | 빌드                        | 모뎀 펌웨어                                                                                     | 버전 발표일                       |
| ------------------ | --------- | --- | --------------------------- | ----------------------------------------------------------------------------------------------- | --------------------------------- |
| iPhone OS 1        | 1.0       | 아이폰 | 1A543a                      | 03.11.02_G                                                                                      | 2007년 6월 29일                   |
| iPhone OS 1        | 1.0.1     | 아이폰 | 1C25                        | 03.12.08_G                                                                                      | 2007년 7월 31일                   |
| iPhone OS 1        | 1.0.2     | 아이폰 | 1C28                        | 03.14.08_G                                                                                      | 2007년 8월 21일                   |
| iPhone OS 1        | 1.1       | 아이폰 아이팟 터치 1세대 | 3A101a                      | 04.05.04_G (2G) 02.08.01 (3G)                                                                   | 2008년 8월 18일                   |
| iPhone OS 2        | 2.0       | 아이폰, 아이폰 3G 아이팟 터치 1세대 아이팟 터치 2세대 | 5A347                       | 04.05.04_G (2G) 01.45.00(3G)                                                                    | 2008년 7월 11일                   |
| iPhone OS 2        | 2.0.1     | 아이폰, 아이폰 3G 아이팟 터치 1세대 아이팟 터치 2세대 | 5B108                       | 04.05.04_G (2G) 01.48.02(3G)                                                                    | 2008년 8월 4일                    |
| iPhone OS 2        | 2.0.2     | 아이폰, 아이폰 3G 아이팟 터치 1세대 아이팟 터치 2세대 | 5B108                       | 04.05.04_G (2G) 02.08.01(3G)                                                                    | 2008년 8월 18일                   |
| iPhone OS 2        | 2.1       | 아이폰, 아이폰 3G 아이팟 터치 1세대 아이팟 터치 2세대 | 5F136 5F137 5F138           | 04.05.04_G (2G) 02.08.01 (3G)                                                                   | 2008년 9월 12일 2008년 9월 9일    |
| iPhone OS 2        | 2.2       | 아이폰 아이폰 3G 아이팟 터치 1세대 아이팟 터치 2세대 | 5G77 5G77a                  | 04.05.04_G 02.28.00 -                                                                           | 2008년 11월 21일                  |
| iPhone OS 2        | 2.2.1     | 아이폰 아이폰 3G 아이팟 터치 1세대 아이팟 터치 2세대 | 5H11 5H11a                  | 04.05.04_G 02.30.03 -                                                                           | 2009년 1월 27일                   |
| 버전               | 버전      | 호환 기종 | 빌드                        | 모뎀 펌웨어                                                                                     | 버전 발표일                       |
| iPhone OS 3        | 3.0       | 아이폰 아이폰 3G 아이폰 3GS 아이팟 터치 1세대 아이팟 터치 2세대 | 7A341                       | 04.05.04_G (2G) 04.26.08 (3G, 3GS)                                                              | 2009년 6월 17일                   |
| iPhone OS 3        | 3.0.1     | 아이폰 아이폰 3G 아이폰 3GS 아이팟 터치 1세대 아이팟 터치 2세대 | 7A400                       | 04.05.04_G (2G) 04.26.08 (3G, 3GS)                                                              | 2009년 7월 31일                   |
| iPhone OS 3        | 3.1 3.1.1 | 아이폰 아이폰 3G 아이폰 3GS 아이팟 터치 1세대 아이팟 터치 2세대 아이팟 터치 3세대 | 7C144 7C145 7C146           | 04.05.04_G (2G) 05.11.07 (3G, 3GS)                                                              | 2009년 10월 8일                   |
| iPhone OS 3        | 3.1.2     | 아이폰 아이폰 3G 아이폰 3GS 아이팟 터치 1세대 아이팟 터치 2세대 아이팟 터치 3세대 | 7D11                        | 04.05.04_G (2G) 05.11.07 (3G, 3GS)                                                              | 2009년 10월 8일                   |
| iPhone OS 3        | 3.1.3     | 아이폰 아이폰 3G 아이폰 3GS 아이팟 터치 1세대 아이팟 터치 2세대 아이팟 터치 3세대 | 7E18                        | 04.05.04_G (2G) 05.12.01 (3G, 3GS)                                                              | 2010년 2월 2일                    |
| 버전               | 버전      | 호환 기종 | 빌드                        | 모뎀 펌웨어                                                                                     | 버전 발표일                       |
| iPhone OS 3 (iPad) | 3.2       | 아이패드 | 7B367                       | 06.15.00                                                                                        | 2010년 4월 3일                    |
| iPhone OS 3 (iPad) | 3.2.1     | 아이패드 | 7B405                       | 06.15.00                                                                                        | 2010년 7월 15일                   |
| iPhone OS 3 (iPad) | 3.2.2     | 아이패드 | 7B500                       | 06.15.00                                                                                        | 2010년 8월 11일                   |
| 버전               | 버전      | 호환 기종 | 빌드                        | 모뎀 펌웨어                                                                                     | 버전 발표일                       |
| iOS 4              | 4.0       | 아이폰 3G 아이폰 3GS 아이폰 4 (GSM) 아이팟 터치 2, 3세대 | 8A293                       | 05.13.04 (3G, 3GS) 01.59.00 (4)                                                                 | 2010년 6월 1일                    |
| iOS 4              | 4.0.1     | 아이폰 3G 아이폰 3GS 아이폰 4 (GSM) | 8A306                       | 05.13.04 (3G, 3GS) 01.59.00 (4)                                                                 | 2010년 7월 15일                   |
| iOS 4              | 4.0.2     | 아이폰 3G 아이폰 3GS 아이폰 4 (GSM) 아이팟 터치 2, 3세대 | 8A400                       | 05.13.04 (3G, 3GS) 01.59.00 (4)                                                                 | 2010년 8월 11일                   |
| iOS 4              | 4.1       | 아이폰 3G 아이폰 3GS 아이폰 4 (GSM) 아이팟 터치 2, 3, 4세대 | 8B117                       | 05.14.02 (3G, 3GS) 02.10.04 (4)                                                                 | 2010년 9월 8일                    |
| iOS 4              | 4.2       | 아이폰 3G 아이폰 3GS 아이폰 4 (GSM) 아이패드 (Wi-Fi) 아이패드 (Wi-Fi + 3G) 아이팟 터치 2, 3, 4세대 | 8C134 8C134b 8C134          | 05.15.04 03.10.01 - 07.10.00 -                                                                  | N/A, 4.2.1로 대체                 |
| iOS 4              | 4.2.1     | 아이폰 3G 아이폰 3GS 아이폰 4 (GSM) 아이패드 (Wi-Fi) 아이패드 (Wi-Fi + 3G) 아이팟 터치 2, 3, 4세대 | 8C148 8C148a 8C148          | 05.15.04 03.10.01 - 07.10.00 -                                                                  | 2010년 11월 22일                  |
| iOS 4              | 4.2.5     | 아이폰 4 (CDMA) | 8E128                       | 1.0.05                                                                                          | 2011년 2월 7일                    |
| iOS 4              | 4.2.6     | 아이폰 4 (CDMA) | 8E200                       | 1.0.05                                                                                          | 2011년 2월 10일                   |
| iOS 4              | 4.2.7     | 아이폰 4 (CDMA) | 8E303                       | 1.0.06                                                                                          | 2011년 4월 14일                   |
| iOS 4              | 4.2.8     | 아이폰 4 (CDMA) | 8E401                       | 1.0.06                                                                                          | 2011년 5월 4일                    |
| iOS 4              | 4.2.9     | 아이폰 4 (CDMA) | 8E501                       | 1.0.06                                                                                          | 2011년 7월 15일                   |
| iOS 4              | 4.2.10    | 아이폰 4 (CDMA) | 8E600                       | 1.0.06                                                                                          | 2011년 7월 25일                   |
| iOS 4              | 4.3       | 아이폰 3GS 아이폰 4 (GSM) 아이패드 (Wi-Fi) 아이패드 (Wi-Fi + 3G) 아이패드 2 (Wi-Fi) 아이패드 2 (GSM) 아이패드 2 (CDMA) 아이팟 터치 3, 4세대 | 8F190 8F191 8F190           | 05.16.01 04.10.01 - 07.11.00 - ? 2.00.4 -                                                       | 2011년 3월 9일                    |
| iOS 4              | 4.3.1     | 아이폰 3GS 아이폰 4 (GSM) 아이패드 (Wi-Fi) 아이패드 (Wi-Fi + 3G) 아이패드 2 (Wi-Fi) 아이패드 2 (GSM) 아이패드 2 (CDMA) 아이팟 터치 3, 4세대 | 8G4                         | 05.16.02 04.10.01 - 07.11.01 - ? 2.00.4 -                                                       | 2011년 3월 25일                   |
| iOS 4              | 4.3.2     | 아이폰 3GS 아이폰 4 (GSM) 아이패드 (Wi-Fi) 아이패드 (Wi-Fi + 3G) 아이패드 2 (Wi-Fi) 아이패드 2 (GSM) 아이패드 2 (CDMA) 아이팟 터치 3, 4세대 | 8H7 ? 8H8 ?                 | 05.16.02 04.10.01 - 07.11.01 - ? 2.00.4 -                                                       | 2011년 4월 14일                   |
| iOS 4              | 4.3.3     | 아이폰 3GS 아이폰 4 (GSM) 아이패드 (Wi-Fi) 아이패드 (Wi-Fi + 3G) 아이패드 2 (Wi-Fi) 아이패드 2 (GSM) 아이패드 2 (CDMA) 아이팟 터치 3, 4세대 | 8J2 8J3 ?                   | 05.16.02 04.10.01 - 07.11.01 - ? 2.00.4 -                                                       | 2011년 5월 4일                    |
| iOS 4              | 4.3.4     | 아이폰 3GS 아이폰 4 (GSM) 아이패드 (Wi-Fi) 아이패드 (Wi-Fi + 3G) 아이패드 2 (Wi-Fi) 아이패드 2 (GSM) 아이패드 2 (CDMA) 아이팟 터치 3, 4세대 | 8K2                         | 05.16.02 04.10.01 - 07.11.01 - ? 2.00.4 -                                                       | 2011년 7월 15일                   |
| iOS 4              | 4.3.5     | 아이폰 3GS 아이폰 4 (GSM) 아이패드 (Wi-Fi) 아이패드 (Wi-Fi + 3G) 아이패드 2 (Wi-Fi) 아이패드 2 (GSM) 아이패드 2 (CDMA) 아이팟 터치 3, 4세대 | 8L1                         | 05.16.02 04.10.01 - 07.11.01 - ? 2.00.4 -                                                       | 2011년 7월 25일                   |
| 버전               | 버전      | 호환 기종 | 빌드                        | 모뎀 펌웨어                                                                                     | 버전 발표일                       |
| iOS 5              | 5.0       | 아이폰 3GS 아이폰 4 (GSM) 아이폰 4 (CDMA) 아이폰 4S 아이패드 (Wi-Fi) 아이패드 (Wi-Fi + 3G) 아이패드 2 (Wi-Fi) 아이패드 2 (GSM) 아이패드 2 (CDMA) 아이팟 터치 3, 4세대 | 9A334                       | 05.16.05 04.11.08 3.00.03 1.0.11 - 07.11.01 - 04.11.08 3.00.03 -                                | 2011년 10월 12일                  |
| iOS 5              | 5.0.1     | 아이폰 3GS 아이폰 4 (GSM) 아이폰 4 (CDMA) 아이폰 4S (9A405) 아이폰 4S (9A406) 아이패드 (Wi-Fi) 아이패드 (Wi-Fi + 3G) 아이패드 2 (Wi-Fi) 아이패드 2 (GSM) 아이패드 2 (CDMA) 아이팟 터치 3, 4세대 | 9A405 9A406                 | 05.16.05 04.11.08 3.00.03 1.0.13 1.0.14 - 07.11.01 - 04.11.08 3.00.03 -                         | 2011년 11월 10일 2011년 12월 12일 |
| iOS 5              | 5.1       | 아이폰 3GS 아이폰 4 (GSM) 아이폰 4 (CDMA) 아이폰 4S 아이패드 (Wi-Fi) 아이패드 (Wi-Fi + 3G) 아이패드 2 (Wi-Fi) 아이패드 2 (GSM) 아이패드 2 (CDMA) 아이패드 (3세대 Wi-Fi) 아이패드 (3세대 Wi-Fi + 셀룰러) 아이팟 터치 3, 4세대 | 9B176 9B179                 |                                                                                                 | 2012년 3월 7일                    |
| iOS 5              | 5.1.1     | 아이폰 3GS 아이폰 4 (GSM) 아이폰 4 (CDMA) 아이폰 4S 아이패드 (Wi-Fi) 아이패드 (Wi-Fi + 3G) 아이패드 2 (Wi-Fi) 아이패드 2 (GSM) 아이패드 2 (CDMA) 아이패드 (3세대 Wi-Fi) 아이패드 (3세대 Wi-Fi + 셀룰러) 아이팟 터치 3, 4세대 | 9B206 9B208                 |                                                                                                 | 2012년 5월 7일                    |
| 버전               | 버전      | 호환 기종 | 빌드                        | 모뎀 펌웨어                                                                                     | 버전 발표일                       |
| iOS 6              | 6.0       | 아이폰 3GS 아이폰 4 (GSM) 아이폰 4 (CDMA) 아이폰 4S 아이폰 5 아이패드 2 (Wi-Fi) 아이패드 2 (GSM) 아이패드 2 (CDMA) 아이패드 (3세대 Wi-Fi) 아이패드 (3세대 Wi-Fi + 셀룰러) 아이팟 터치 4세대 아이팟 터치 5세대 | 10A403 10A405 10A406        |                                                                                                 | 2012년 9월 20일                   |
| iOS 6              | 6.0.1     | 아이폰 3GS 아이폰 4 (GSM) 아이폰 4 (CDMA) 아이폰 4S 아이폰 5 아이패드 2 (Wi-Fi) 아이패드 2 (GSM) 아이패드 2 (CDMA) 아이패드 (3세대 Wi-Fi) 아이패드 (3세대 Wi-Fi + 셀룰러) 아이패드 (4세대 Wi-Fi) 아이패드 (4세대 Wi-Fi + 셀룰러) 아이패드 미니 (Wi-Fi) 아이패드 미니 (Wi-Fi + 셀룰러) 아이팟 터치 4세대 아이팟 터치 5세대                                | 10A523 10A525               |                                                                                                 | 2012년 11월 2일                   |
| iOS 6              | 6.0.2     | 아이폰 5 아이패드 미니 (Wi-Fi) 아이패드 미니 (Wi-Fi + 셀룰러) | 10A551                      |                                                                                                 | 2012년 12월 19일                  |
| iOS 6              | 6.1       | 아이폰 3GS 아이폰 4 (GSM) 아이폰 4 (CDMA) 아이폰 4S 아이폰 5 아이패드 2 (Wi-Fi) 아이패드 2 (GSM) 아이패드 2 (CDMA) 아이패드 (3세대 Wi-Fi) 아이패드 (3세대 Wi-Fi + 셀룰러) 아이패드 (4세대 Wi-Fi) 아이패드 (4세대 Wi-Fi + 셀룰러) 아이패드 미니 (Wi-Fi) 아이패드 미니 (Wi-Fi + 셀룰러) 아이팟 터치 4세대 아이팟 터치 5세대                                | 10B141 10B142 10B143 10B144 |                                                                                                 | 2013년 1월 29일                   |
| iOS 6              | 6.1.1     | 아이폰 3GS 아이폰 4 (GSM) 아이폰 4 (CDMA) 아이폰 4S 아이폰 5 아이패드 2 (Wi-Fi) 아이패드 2 (GSM) 아이패드 2 (CDMA) 아이패드 (3세대 Wi-Fi) 아이패드 (3세대 Wi-Fi + 셀룰러) 아이패드 (4세대 Wi-Fi) 아이패드 (4세대 Wi-Fi + 셀룰러) 아이패드 미니 (Wi-Fi) 아이패드 미니 (Wi-Fi + 셀룰러) 아이팟 터치 4세대 아이팟 터치 5세대                                | 10B145                      |                                                                                                 | 2013년 2월 7일                    |
| iOS 6              | 6.1.2     | 아이폰 3GS 아이폰 4 (GSM) 아이폰 4 (CDMA) 아이폰 4S 아이폰 5 아이패드 2 (Wi-Fi) 아이패드 2 (GSM) 아이패드 2 (CDMA) 아이패드 (3세대 Wi-Fi) 아이패드 (3세대 Wi-Fi + 셀룰러) 아이패드 (4세대 Wi-Fi) 아이패드 (4세대 Wi-Fi + 셀룰러) 아이패드 미니 (Wi-Fi) 아이패드 미니 (Wi-Fi + 셀룰러) 아이팟 터치 4세대 아이팟 터치 5세대                                | 10B146 10B147               |                                                                                                 | 2013년 2월 20일                   |
| iOS 6              | 6.1.3     | 아이폰 3GS 아이폰 4 (GSM) 아이폰 4 (CDMA) 아이폰 4S 아이폰 5 아이패드 2 (Wi-Fi) 아이패드 2 (GSM) 아이패드 2 (CDMA) 아이패드 (3세대 Wi-Fi) 아이패드 (3세대 Wi-Fi + 셀룰러) 아이패드 (4세대 Wi-Fi) 아이패드 (4세대 Wi-Fi + 셀룰러) 아이패드 미니 (Wi-Fi) 아이패드 미니 (Wi-Fi + 셀룰러) 아이팟 터치 4세대 아이팟 터치 5세대                                | 10B329                      |                                                                                                 | 2013년 3월 20일                   |
| iOS 6              | 6.1.4     | 아이폰 5 | 10B350                      |                                                                                                 | 2013년 5월 3일                    |
| iOS 6              | 6.1.6     | 아이폰 3GS 아이팟 터치 4세대 | 10B500                      |                                                                                                 | 2014년 2월 22일                   |
| 버전               | 버전      | 호환 기종 | 빌드                        | 모뎀 펌웨어                                                                                     | 버전 발표일                       |
| iOS 7              | 7.0       | 아이폰 4 (GSM) 아이폰 4S 아이폰 5 아이폰 5s(11A466) 아이폰 5c(11A466) 아이패드 2 (Wi-Fi) 아이패드 2 (GSM) 아이패드 2 (CDMA) 아이패드 (3세대 Wi-Fi) 아이패드 (3세대 Wi-Fi + 셀룰러) 아이패드 (4세대 Wi-Fi) 아이패드 (4세대 Wi-Fi + 셀룰러) 아이패드 미니 (Wi-Fi) 아이패드 미니 (Wi-Fi + 셀룰러) 아이팟 터치 5세대                                         | 11A465 11A466               | 04.12.09 (아이폰 4 (GSM)) 5.0.02 (아이폰 4s) 05.00.01 (아이폰 5) 1.00.06 (아이폰 5s, 아이폰 5c) | 2013년 6월 12일                   |
| iOS 7              | 7.0.1     | 아이폰 5s 아이폰 5c | 11A470a                     |                                                                                                 | 2013년 9월 19일                   |
| iOS 7              | 7.0.2     | 아이폰 4 (GSM) 아이폰 4S 아이폰 5 아이폰 5s 아이폰 5c 아이패드 2 (Wi-Fi) 아이패드 2 (GSM) 아이패드 2 (CDMA) 아이패드 (3세대 Wi-Fi) 아이패드 (3세대 Wi-Fi + 셀룰러) 아이패드 (4세대 Wi-Fi) 아이패드 (4세대 Wi-Fi + 셀룰러) 아이패드 미니 (Wi-Fi) 아이패드 미니 (Wi-Fi + 셀룰러) 아이팟 터치 5세대                                                         | 11A501                      | 1.00.06 (아이폰 5s, 아이폰 5c)                                                                  | 2013년 9월 26일                   |
| iOS 7              | 7.0.3     | 아이폰 4 (GSM) 아이폰 4S 아이폰 5 아이폰 5s 아이폰 5c 아이패드 2 (Wi-Fi) 아이패드 2 (GSM) 아이패드 2 (CDMA) 아이패드 (3세대 Wi-Fi) 아이패드 (3세대 Wi-Fi + 셀룰러) 아이패드 (4세대 Wi-Fi) 아이패드 (4세대 Wi-Fi + 셀룰러) 아이패드 미니 (Wi-Fi) 아이패드 미니 (Wi-Fi + 셀룰러) 아이팟 터치 5세대                                                         | 11B511                      | 1.02.02 (아이폰 5s, 아이폰 5c) 5.02.00 (아이폰 5)                                               | 2013년 10월 22일                  |
| iOS 7              | 7.0.4     | 아이폰 4 (GSM) 아이폰 4S 아이폰 5 아이폰 5s 아이폰 5c 아이패드 2 (Wi-Fi) 아이패드 2 (GSM) 아이패드 2 (CDMA) 아이패드 (3세대 Wi-Fi) 아이패드 (3세대 Wi-Fi + 셀룰러) 아이패드 (4세대 Wi-Fi) 아이패드 (4세대 Wi-Fi + 셀룰러) 아이패드 미니 (Wi-Fi) 아이패드 미니 (Wi-Fi + 셀룰러) 아이팟 터치 5세대                                                         | 11B554                      |                                                                                                 | 2013년 11월 14일                  |
| iOS 7              | 7.0.5     | 아이폰 5s 아이폰 5c | 11B601                      |                                                                                                 | 2014년 1월 29일                   |
| iOS 7              | 7.0.6     | 아이폰 4 (GSM) 아이폰 4S 아이폰 5 아이폰 5s 아이폰 5c 아이패드 2 (Wi-Fi) 아이패드 2 (GSM) 아이패드 2 (CDMA) 아이패드 (3세대 Wi-Fi) 아이패드 (3세대 Wi-Fi + 셀룰러) 아이패드 (4세대 Wi-Fi) 아이패드 (4세대 Wi-Fi + 셀룰러) 아이패드 미니 (Wi-Fi) 아이패드 미니 (Wi-Fi + 셀룰러) 아이패드 미니 레티나 디스플레이 아이패드 에어 아이팟 터치 5세대           | 11B651                      |                                                                                                 | 2014년 2월 22일                   |
| iOS 7              | 7.1       | 아이폰 4 (GSM) 아이폰 4S 아이폰 5 아이폰 5s 아이폰 5c 아이패드 2 (Wi-Fi) 아이패드 2 (GSM) 아이패드 2 (CDMA) 아이패드 (3세대 Wi-Fi) 아이패드 (3세대 Wi-Fi + 셀룰러) 아이패드 (4세대 Wi-Fi) 아이패드 (4세대 Wi-Fi + 셀룰러) 아이패드 미니 (Wi-Fi) 아이패드 미니 (Wi-Fi + 셀룰러) 아이패드 미니 레티나 디스플레이 아이패드 에어 아이팟 터치 5세대           | 11D167 11D169 11D169b       | 6.02.00(아이폰 5)                                                                               | 2014년 3월 10일                   |
| iOS 7              | 7.1.1     | 아이폰 4 (GSM) 아이폰 4S 아이폰 5 아이폰 5s 아이폰 5c 아이패드 2 (Wi-Fi) 아이패드 2 (GSM) 아이패드 2 (CDMA) 아이패드 (3세대 Wi-Fi) 아이패드 (3세대 Wi-Fi + 셀룰러) 아이패드 (4세대 Wi-Fi) 아이패드 (4세대 Wi-Fi + 셀룰러) 아이패드 미니 (Wi-Fi) 아이패드 미니 (Wi-Fi + 셀룰러) 아이패드 미니 레티나 디스플레이 아이패드 에어 아이팟 터치 5세대           | 11D201                      | 6.02.00(아이폰 5)                                                                               | 2014년 4월 22일                   |
| iOS 7              | 7.1.2     | 아이폰 4 (GSM) 아이폰 4S 아이폰 5 아이폰 5s 아이폰 5c 아이패드 2 (Wi-Fi) 아이패드 2 (GSM) 아이패드 2 (CDMA) 아이패드 (3세대 Wi-Fi) 아이패드 (3세대 Wi-Fi + 셀룰러) 아이패드 (4세대 Wi-Fi) 아이패드 (4세대 Wi-Fi + 셀룰러) 아이패드 미니 (Wi-Fi) 아이패드 미니 (Wi-Fi + 셀룰러) 아이패드 미니 레티나 디스플레이 아이패드 에어 아이팟 터치 5세대           | 11D257                      | 6.02.00(아이폰 5)                                                                               | 2014년 6월 30일                   |
| 버전               | 버전      | 호환 기종 | 빌드                        | 모뎀 펌웨어                                                                                     | 버전 발표일                       |
| iOS 8              | 8.0       | 아이폰 4S 아이폰 5 아이폰 5s 아이폰 5c 아이폰 6 아이폰 6 플러스 아이패드 2 (Wi-Fi) 아이패드 2 (GSM) 아이패드 2 (CDMA) 아이패드 (3세대 Wi-Fi) 아이패드 (3세대 Wi-Fi + 셀룰러) 아이패드 (4세대 Wi-Fi) 아이패드 (4세대 Wi-Fi + 셀룰러) 아이패드 미니 (Wi-Fi) 아이패드 미니 (Wi-Fi + 셀룰러) 아이패드 미니 레티나 디스플레이 아이패드 에어 아이팟 터치 5세대 | 12A365 12A365b 12A366       | 5.4.00 7.03.00 3.09.01 1.00.05 - 04.12.09 3.0.04 - 5.3.00 - 7.03.00 - 7.03.00 3.09.01 -         | 2014년 9월 17일                   |
| iOS 8              | 8.0.1     | 아이폰 4S 아이폰 5 아이폰 5s 아이폰 5c 아이폰 6 아이폰 6 플러스 아이패드 2 (Wi-Fi) 아이패드 2 (GSM) 아이패드 2 (CDMA) 아이패드 (3세대 Wi-Fi) 아이패드 (3세대 Wi-Fi + 셀룰러) 아이패드 (4세대 Wi-Fi) 아이패드 (4세대 Wi-Fi + 셀룰러) 아이패드 미니 (Wi-Fi) 아이패드 미니 (Wi-Fi + 셀룰러) 아이패드 미니 레티나 디스플레이 아이패드 에어 아이팟 터치 5세대 | 12A402                      |                                                                                                 | 2014년 9월 24일                   |
| iOS 8              | 8.0.2     | 아이폰 4S 아이폰 5 아이폰 5s 아이폰 5c 아이폰 6 아이폰 6 플러스 아이패드 2 (Wi-Fi) 아이패드 2 (GSM) 아이패드 2 (CDMA) 아이패드 (3세대 Wi-Fi) 아이패드 (3세대 Wi-Fi + 셀룰러) 아이패드 (4세대 Wi-Fi) 아이패드 (4세대 Wi-Fi + 셀룰러) 아이패드 미니 (Wi-Fi) 아이패드 미니 (Wi-Fi + 셀룰러) 아이패드 미니 레티나 디스플레이 아이패드 에어 아이팟 터치 5세대 | 12A405                      |                                                                                                 | 2014년 9월 25일                   |
| iOS 8              | 8.1       | 아이폰 4S 아이폰 5 아이폰 5s 아이폰 5c 아이폰 6 아이폰 6 플러스 아이패드 2 (Wi-Fi) 아이패드 2 (GSM) 아이패드 2 (CDMA) 아이패드 (3세대 Wi-Fi) 아이패드 (3세대 Wi-Fi + 셀룰러) 아이패드 (4세대 Wi-Fi) 아이패드 (4세대 Wi-Fi + 셀룰러) 아이패드 미니 (Wi-Fi) 아이패드 미니 (Wi-Fi + 셀룰러) 아이패드 미니 레티나 디스플레이 아이패드 에어 아이팟 터치 5세대 | 12B410 12B411               |                                                                                                 | 2014년 10월 20일                  |
| iOS 8              | 8.1.1     | 아이폰 4S 아이폰 5 아이폰 5s 아이폰 5c 아이폰 6 아이폰 6 플러스 아이패드 2 (Wi-Fi) 아이패드 2 (GSM) 아이패드 2 (CDMA) 아이패드 (3세대 Wi-Fi) 아이패드 (3세대 Wi-Fi + 셀룰러) 아이패드 (4세대 Wi-Fi) 아이패드 (4세대 Wi-Fi + 셀룰러) 아이패드 미니 (Wi-Fi) 아이패드 미니 (Wi-Fi + 셀룰러) 아이패드 미니 레티나 디스플레이 아이패드 에어 아이팟 터치 5세대 | 12D436                      |                                                                                                 | 2014년 11월 17일                  |
| iOS 8              | 8.1.2     | 아이폰 4S 아이폰 5 아이폰 5s 아이폰 5c 아이폰 6 아이폰 6 플러스 아이패드 2 (Wi-Fi) 아이패드 2 (GSM) 아이패드 2 (CDMA) 아이패드 (3세대 Wi-Fi) 아이패드 (3세대 Wi-Fi + 셀룰러) 아이패드 (4세대 Wi-Fi) 아이패드 (4세대 Wi-Fi + 셀룰러) 아이패드 미니 (Wi-Fi) 아이패드 미니 (Wi-Fi + 셀룰러) 아이패드 미니 레티나 디스플레이 아이패드 에어 아이팟 터치 5세대 | 12B440                      |                                                                                                 | 2014년 12월 10일                  |
| iOS 8              | 8.1.3     | 아이폰 4S 아이폰 5 아이폰 5s 아이폰 5c 아이폰 6 아이폰 6 플러스 아이패드 2 (Wi-Fi) 아이패드 2 (GSM) 아이패드 2 (CDMA) 아이패드 (3세대 Wi-Fi) 아이패드 (3세대 Wi-Fi + 셀룰러) 아이패드 (4세대 Wi-Fi) 아이패드 (4세대 Wi-Fi + 셀룰러) 아이패드 미니 (Wi-Fi) 아이패드 미니 (Wi-Fi + 셀룰러) 아이패드 미니 레티나 디스플레이 아이패드 에어 아이팟 터치 5세대 | 12B466                      |                                                                                                 | 2015년 1월 28일                   |
| iOS 8              | 8.2       | 아이폰 4S 아이폰 5 아이폰 5s 아이폰 5c 아이폰 6 아이폰 6 플러스 아이패드 2 (Wi-Fi) 아이패드 2 (GSM) 아이패드 2 (CDMA) 아이패드 (3세대 Wi-Fi) 아이패드 (3세대 Wi-Fi + 셀룰러) 아이패드 (4세대 Wi-Fi) 아이패드 (4세대 Wi-Fi + 셀룰러) 아이패드 미니 (Wi-Fi) 아이패드 미니 (Wi-Fi + 셀룰러) 아이패드 미니 레티나 디스플레이 아이패드 에어 아이팟 터치 5세대 | 12D508                      |                                                                                                 | 2015년 3월 10일                   |
| iOS 8              | 8.3       | 아이폰 4S 아이폰 5 아이폰 5s 아이폰 5c 아이폰 6 아이폰 6 플러스 아이패드 2 (Wi-Fi) 아이패드 2 (GSM) 아이패드 2 (CDMA) 아이패드 (3세대 Wi-Fi) 아이패드 (3세대 Wi-Fi + 셀룰러) 아이패드 (4세대 Wi-Fi) 아이패드 (4세대 Wi-Fi + 셀룰러) 아이패드 미니 (Wi-Fi) 아이패드 미니 (Wi-Fi + 셀룰러) 아이패드 미니 레티나 디스플레이 아이패드 에어 아이팟 터치 5세대 | 12F70                       |                                                                                                 | 2015년 4월 10일                   |
| iOS 8              | 8.4       | 아이폰 4S 아이폰 5 아이폰 5s 아이폰 5c 아이폰 6 아이폰 6 플러스 아이패드 2 (Wi-Fi) 아이패드 2 (GSM) 아이패드 2 (CDMA) 아이패드 (3세대 Wi-Fi) 아이패드 (3세대 Wi-Fi + 셀룰러) 아이패드 (4세대 Wi-Fi) 아이패드 (4세대 Wi-Fi + 셀룰러) 아이패드 미니 (Wi-Fi) 아이패드 미니 (Wi-Fi + 셀룰러) 아이패드 미니 레티나 디스플레이 아이패드 에어 아이팟 터치 5세대 | 12H143                      |                                                                                                 | 2015년 6월 30일                   |
| iOS 8              | 8.4.1     | 아이폰 4S 아이폰 5 아이폰 5s 아이폰 5c 아이폰 6 아이폰 6 플러스 아이패드 2 (Wi-Fi) 아이패드 2 (GSM) 아이패드 2 (CDMA) 아이패드 (3세대 Wi-Fi) 아이패드 (3세대 Wi-Fi + 셀룰러) 아이패드 (4세대 Wi-Fi) 아이패드 (4세대 Wi-Fi + 셀룰러) 아이패드 미니 (Wi-Fi) 아이패드 미니 (Wi-Fi + 셀룰러) 아이패드 미니 레티나 디스플레이 아이패드 에어 아이팟 터치 5세대 | 12H321                      |                                                                                                 | 2015년 8월 13일                   |

iOS 9 버전 9.0 정식버전 빌드 13A344
<마이너 업데이트 버전>
9.0.1 빌드 13A404,
9.0.2 빌드 13A452
<새로운 기능 추가 업데이트 버전>
9.1 빌드 13B143,
9.2 빌드 13C75

##### iOS 10~
| 버전   | 호환기종 | 출시일 |
| ------ | --- | ------ |
| iOS 10 | - 아이폰 5 - 아이폰 5C - 아이폰 5S - 아이폰 6 - 아이폰 6 플러스 - 아이폰 6S - 아이폰 6S 플러스 - 아이폰 SE - 아이폰 7 - 아이폰 7 플러스 - 아이팟 터치 (6세대) - 아이패드 (4세대) - 아이패드 에어 - 아이패드 에어 2 - 아이패드 미니 2 - 아이패드 미니 3 - 아이패드 미니 4 - 아이패드 프로                                    | 2016년 |
| iOS 11 | - 아이폰 X - 아이폰 XS - 아이폰 5 - 아이폰 5C - 아이폰 5S - 아이폰 6 - 아이폰 6 플러스 - 아이폰 6S - 아이폰 6S 플러스 - 아이폰 SE - 아이폰 7 - 아이폰 7 플러스 - 아이팟 터치 (6세대) - 아이패드 (4세대) - 아이패드 에어 - 아이패드 에어 2 - 아이패드 미니 2 - 아이패드 미니 3 - 아이패드 미니 4 - 아이패드 프로             | 2017년 |
| iOS 12 | - 아이폰 XR - 아이폰 X - 아이폰 XS - 아이폰 5 - 아이폰 5C - 아이폰 5S - 아이폰 6 - 아이폰 6 플러스 - 아이폰 6S - 아이폰 6S 플러스 - 아이폰 SE - 아이폰 7 - 아이폰 7 플러스 - 아이팟 터치 (6세대) - 아이패드 (4세대) - 아이패드 에어 - 아이패드 에어 2 - 아이패드 미니 2 - 아이패드 미니 3 - 아이패드 미니 4 - 아이패드 프로 | 2018년 |
| iOS 13 | - 아이폰 X - 아이폰 XS - 아이폰 XR - 아이폰 6S - 아이폰 6S 플러스 - 아이폰 SE - 아이폰 7 - 아이폰 7 플러스 - 아이팟 터치 (6세대) - 아이폰 11 - 아이폰 11 프로 - 아이폰 11 프로 맥스 | 2019년 |
| iOS 14 | - 아이폰 12 - 아이폰 12 미니 - 아이폰 12 프로 - 아이폰 12 프로 맥스 - 아이폰 X - 아이폰 XS - 아이폰 XR - 아이폰 6S - 아이폰 6S 플러스 - 아이폰 SE - 아이폰 7 - 아이폰 7 플러스 - 아이팟 터치 (6세대) - 아이폰 11 - 아이폰 11 프로 - 아이폰 11 프로 맥스                                                                     | 2020년 |
| iOS 15 | - 아이폰 12 - 아이폰 12 미니 - 아이폰 12 프로 - 아이폰 12 프로 맥스 - 아이폰 X - 아이폰 XS - 아이폰 XR - 아이폰 6S - 아이폰 6S 플러스 - 아이폰 SE - 아이폰 7 - 아이폰 7 플러스 - 아이팟 터치 (6세대) - 아이폰 11 - 아이폰 11 프로 - 아이폰 11 프로 맥스                                                                     | 2021년 |
| iOS 16 | - 아이폰 12 - 아이폰 12 미니 - 아이폰 12 프로 - 아이폰 12 프로 맥스 - 아이폰 X - 아이폰 XS - 아이폰 XR - 아이폰 11 - 아이폰 11 프로 - 아이폰 11 프로 맥스 | 2022년 |

#### 애플 TV (2세대 이후)
| 버전     | 버전        | 버전        | 호환 기종                       | 빌드              | 버전 발표일      |
| iOS 버전 | iOS 버전    | 애플TV 버전 | 호환 기종                       | 빌드              | 버전 발표일      |
| -------- | ----------- | ----------- | ------------------------------- | ----------------- | ---------------- |
| iOS 4    | 4.1         | 4.0         | 애플 TV (2세대)                 | 8M89              | 2010년 9월 1일   |
| iOS 4    | 4.2         | 4.1         | 애플 TV (2세대)                 | 8C150 (1539)      | 2010년 11월 22일 |
| iOS 4    | 4.2.1       | 4.1.1       | 애플 TV (2세대)                 | 8C154 (1553)      | 2010년 12월 14일 |
| iOS 4    | 4.3         | 4.2         | 애플 TV (2세대)                 | 8F191m (2060)     | 2011년 3월 9일   |
| iOS 4    | 4.3         | 4.2.1       | 애플 TV (2세대)                 | 8F202 (2100)      | 2011년 3월 22일  |
| iOS 4    | 4.3         | 4.2.2       | 애플 TV (2세대)                 | 8F305 (2203)      | 2011년 5월 11일  |
| iOS 4    | 4.3         | 4.3         | 애플 TV (2세대)                 | 8F455 (2557)      | 2011년 8월 1일   |
| 버전     | 버전        | 버전        | 호환 기종                       | 빌드              | 버전 발표일      |
| iOS 버전 | iOS 버전    | 애플TV 버전 | 호환 기종                       | 빌드              | 버전 발표일      |
| iOS 5    | 5.0         | 4.4         | 애플 TV (2세대)                 | 9A334v (3140)     | 2011년 10월 12일 |
| iOS 5    | 5.0         | 4.4.1       | 애플 TV (2세대)                 | 9A335a (3150)     | 2011년 10월 17일 |
| iOS 5    | 5.0         | 4.4.2       | 애플 TV (2세대)                 | 9A336a (3160)     | 2011년 10월 24일 |
| iOS 5    | 5.0.1       | 4.4.3       | 애플 TV (2세대)                 | 9A405l (3323)     | 2011년 11월 17일 |
| iOS 5    | 5.0.1       | 4.4.4       | 애플 TV (2세대)                 | 9A406a (3330)     | 2011년 12월 15일 |
| iOS 5    | 5.1         | 5.0         | 애플 TV (2세대) 애플 TV (3세대) | 9B179b (4099)     | 2012년 3월 7일   |
| iOS 5    | 5.1.1       | 5.0.1       | 애플 TV (2세대) 애플 TV (3세대) | 9B206f (4224)     | 2012년 5월 10일  |
| iOS 5    | 5.1.1       | 5.0.2       | 애플 TV (2세대) 애플 TV (3세대) | 9B830 (4250)      | 2012년 6월 5일   |
| 버전     | 버전        | 버전        | 호환 기종                       | 빌드              | 버전 발표일      |
| iOS 버전 | iOS 버전    | 애플TV 버전 | 호환 기종                       | 빌드              | 버전 발표일      |
| iOS 6    | 6.0         | 5.1         | 애플 TV (2세대) 애플 TV (3세대) | 10A406E (5201)    | 2012년 8월 6일   |
| iOS 6    | 6.0.1       | 5.1.1       | 애플 TV (2세대) 애플 TV (3세대) | 10A831 (5433)     | 2012년 11월 29일 |
| iOS 6    | 6.1         | 5.2         | 애플 TV (2세대) 애플 TV (3세대) | 10B144b (6010.96) | 2013년 1월 28일  |
| iOS 6    | 6.1.3       | 5.2.1       | 애플 TV (2세대) 애플 TV (3세대) | 10B329a (6025)    | 2013년 3월 19일  |
| iOS 6    | 6.1.4       | 5.3         | 애플 TV (2세대) 애플 TV (3세대) | 10B809            | 2013년 6월 19일  |
| iOS 7    | 7.0.1 7.0.2 | 6.0         | 애플 TV (2세대) 애플 TV (3세대) | 11A470e 11A502    | 2013년 9월 23일  |
| iOS 7    | 7.0.3       | 6.0.1       | 애플 TV (2세대) 애플 TV (3세대) | 11B511d           | 2013년 10월 25일 |
| iOS 7    | 7.0.4 7.0.6 | 6.0.2       | 애플 TV (2세대) 애플 TV (3세대) | 11B554a 11B651    | 2013년 11월 14일 |
| iOS 7    | 7.1         | 6.1         | 애플 TV (2세대) 애플 TV (3세대) | 11D169b           | 2014년 3월 10일  |
| iOS 7    | 7.1.1       | 6.1.1       | 애플 TV (2세대) 애플 TV (3세대) | 11D201c           | 2014년 4월 22일  |
| iOS 7    | 7.1.2       | 6.2         | 애플 TV (2세대) 애플 TV (3세대) | 11D257c           | 2014년 6월 30일  |
| iOS 7    | 7.1.2       | 6.2.1       | 애플 TV (2세대)                 | 11D258            | 2014년 9월 17일  |
| 버전     | 버전        | 버전        | 호환 기종                       | 빌드              | 버전 발표일      |

#### 애플 TV (3세대)
| 버전     | 버전     | 버전        | 호환 기종       | 빌드    | 버전 발표일      |
| iOS 버전 | iOS 버전 | 애플TV 버전 | 호환 기종       | 빌드    | 버전 발표일      |
| -------- | -------- | ----------- | --------------- | ------- | ---------------- |
| iOS 8    | 8.0      | 7.0         | 애플 TV (3세대) | 12A365b | 2014년 9월 17일  |
| iOS 8    | 8.1      | 7.0.1       | 애플 TV (3세대) | 12B410a | 2014년 10월 20일 |
| iOS 8    | 8.1.1    | 7.0.2       | 애플 TV (3세대) | 12B435  | 2014년 11월 17일 |
| 버전     | 버전     | 버전        | 호환 기종       | 빌드    | 버전 발표일      |

## 같이 보기
- 애플
- iOS
- 아이폰
- 아이팟 터치
- OS X
- 맥 OS

### 스마트폰 OS
- 안드로이드 (운영 체제)
- 리모
- 블랙베리 OS
- 윈도우 폰 7
- 바다 (운영 체제)
- 미고
- 타이젠